# Загублені (сезон 3)
Третій сезон телесеріалу «Загублені» вийшов в ефір 4 жовтня 2006 року в США та Канаді. Сезон налічував 23 серій та закінчився 23 травня 2007 року. У цьому сезоні увага зосереджена на мешканцях острова, «інакших», з якими ближче познайомляться уцілілі з рейсу 815 Oceanic Airlines, що зазнав, 68 днів тому, авіакатастрофи на невідомому острові в південній частині Тихого океану.
Через скарги фанатів щодо часу виходу попередній серей, сезон був поділений на два блоки. Перший блок налічував шість серій та виходив на телеканалі ABC щосереди о 21:00, а решта, після 12-тижневої перерви, у другий блоці в той же день, але вже о 22:00. Також додатково вийшли три кліп-шоу, по 40 хвилин кожний, які коротко переказували попередні події серіалу: «Lost: A Tale of Survival» (укр. «Загублені: Казна про виживання») вийшов перед прем'єрою 27 вересня 2006 року; «Lost Survivor Guide» (укр. «Загублені: Керівництво з порятунку») — перед 7-ю серією, 7 лютого 2007 року; «Lost: The Answers» (укр. «Загублені: Відповіді») — перед фінальними серією, 17 травня 2007 року.
В Україні серіал виходив з 24 березня по 24 квітня 2008 року на телеканалі «ICTV» у будні о 22:00.
11 грудня 2007 року компанія Buena Vista Home Entertainment випустила сезон на семи DVD під назвою «Lost: The Complete Third Season» (укр. «Загублені: Третій сезон»).

## Виробництво
Сезон спродюсований компаніями Touchstone Television (нині ABC Studios), Bad Robot Productions та Grass Skirt Productions. Уперше транслювався на американському телеканалі ABC. Над сезоном працювали: виконавчий продюсер і творцем серіалу Джефрі Дж. Абрамс; виконавчі продюсери Демон Лінделоф, Браян Берк, Джек Бендер, Джефф Пінкнер та Карлтон К'юз; со-виконавчі продюсери Едвард Кітсіс та Адам Головіц, Дред Годдард; супервайзовий продюсер Елізабет Сарнофф, редактор Крістіна М. Кім, виконавчий редактор Браян К Вауґган. Регулярними директорами були Бендер, Стефан Вільямс, Паул Едвардс, Ерік Ланувілль. Сценарій написаний Лінделофом та К'юзом, які також були шоуранерами.

## У ролях
У третьому сезоні 16 головних ролей, що зробило його другим за величиною акторського складу, після «Відчайдушних домогосподарок», у 2006—2007 телесезоні.

| Актор                      | Роль                | Примітки                                                                           |
| -------------------------- | ------------------- | ---------------------------------------------------------------------------------- |
| Метью Фокс                 | Джек Шепард         | лідер групи уцілілих, нейрохірург                                                  |
| Еванджелін Ліллі           | Кейт Остін          | утікачка, що не може визначитися кого кохає                                        |
| Джош Голловей              | Джеймс «Сойер» Форд | сардонічний шахрай                                                                 |
| Елізабет Мітчелл           | Джульєт Берк        | експерт із фертильності                                                            |
| Генрі Єн К'юсик            | Дезмонд Г'юм        | колишній солдат, людина з бункера                                                  |
| Домінік Монаган            | Чарлі Пейс          | колишня рок-зірка                                                                  |
| Невін Ендрюс               | Саїд Джарра         | іранський республіканець                                                           |
| Майкл Емерсон              | Бенджамін Лайнус    | лідер «інакших», маніпулятор                                                       |
| Хорхе Гарсія               | Х'юго «Херлі» Реєс  | переможець проклятої лотереї                                                       |
| Юнджин Кім                 | Сан Хва Квон        | дочка відомого корейського бізнесмена містера Пайка, дружина Джина                 |
| Даніель Де Кім             | Джин Су Квон        | працює на містера Пайка як угода за весілля зі Сан                                 |
| Террі О'Куїнн              | Джона Локка         | інтелектуальна людина, що зближується з островом, відчуженець                      |
| Емілі де Рейвін            | Клер Літтлтон       | молода мати                                                                        |
| Родріго Санторо            | Пауло Фернандес     | шеф-кухар                                                                          |
| Кіле Санчес                | Ніккі Фернандес     | актриса                                                                            |
| Адевале Акінноуойе-Агбадже | Містер Еко          | колишній наркобарон, що став священником, один з уцілілих хвостової частини літака |

Другорядні ролі виконують: Таня Реймонд як Алекс Руссо, Ендрю Дівофф як Михайло Бакунін, Нестор Карбонелл як Річард Олперт, Майк Коннор Гейні як Том Френдлі, Марша Томасон як Наомі Дорріт, Блейк Башофф як Карл Мартін, Майкл Бовен як Денні Пікетт, Вільям Мейпотер як Ітан Ром, Міра Фурлан як Даніель Руссо, Соня Волгер як Пенні Відмур, Лаверн Скотт Колдвелл як Роуз Недлер та Сем Андерсон як її чоловік Бернард Недлер, Кімберлі Джозеф як Сінді.
Запрошеними гостями стали актори та актриси, що виконували головні ролі в минулих сезонах: Єн Сомерхолдер повертається в галюцинаціях як Бун Карлайл, Меґґі Ґрейс як Шеннон Разерфорд, Малкольм Девід Келлі грає 10-річного Волтера Ллойда.

## Сприйняття

### Критика
— журнал «Variety»
Перші серії був розкритикований, тому що містили багато таємниць та мало відповідей на них. Також глядачі скаржились, що головним персонажам приділили мало екранного часу в першому блоці. Наприклад, Джон Локк з'являвся лише в 14 із 23 серій, що на дві серії більше чим Том Френдлі. До нових персонажів, Ніккі та Пауло, фанати ставилися негативно і, навіть, Лінделофф сказав, що пару зневажали всі фанати серіалу. Розділення сезону на два блоки та зміна часу виходу серій після перерви була піддана критиці. К'юз визнав, що ніхто не був задоволений таким рішенням.
Автори серіалу позитивно поставилися до критики і вже в другому блоці було надано більшість відповідей на таємниці, а Ніккі та Пауло були вбиті. Також було оголошено, що серіал матиме ще три сезони.

## Список серій

### Рейтинги
У середньому сезон зібрав близько 13,74 млн американських глядачів та посів 17-те місце за аудиторією, і 9-те місце серед ключових серіалів для осіб віком від 18 до 49 років. Перший блок у середньому мав близько на 4 млн глядачів більше, ніж другий; а 14-й епізод зібрав лише 11,47 млн глядачів. Проте «Загублені» залишалися найпопулярнішою телепрограмою 2007 року.

## Список серій
| № серії (загалом) | № серії (в сезоні) | Назва серії                  | Режисер(и)       | Сценарист(и)                        | Головні персонажі | Оригінальна дата показу | Дата показу в Україні | Глядачів (млн) |
| --- | ------------------ | ---------------------------- | ---------------- | ----------------------------------- | ----------------- | ----------------------- | --------------------- | -------------- |
| 50 | 1                  | «A Tale of Two Cities»       | Джек Бендер      | Деймон Лінделоф                     | Джек Шепард       | 4 жовтня 2006           | 24 березня 2008       | 18,82          |
| Інакші відвезли Джека, Соєра і Кейт на станцію «Гідра» і розділили їх. Джек згадував, як розлучався з Сарою. |                    |                              |                  |                                     |                   |                         |                       |                |
| 51 | 2                  | «The Glass Ballerina»        | Пол Едвардс      | Джефф Пікнер                        | Сун і Джин        | 11 жовтня 2006          | 25 березня 2008       | 16,89          |
| Бен пообіцяв Джеку вивезти його з острова, якщо той погодиться співпрацювати з ним. Тим часом Саїд, Джин і Сун вступили в сутичку з Інакшими, і Сун підстрелила одну з них. Сун і Джин згадували про свої стосунки з Джаем Лі.                                                              |                    |                              |                  |                                     |                   |                         |                       |                |
| 52 | 3                  | «Further Instructions»       | Стівен Вільямс   | Елізабет Сарнофф                    | Джон Локк         | 18 жовтня 2006          | 26 березня 2008       | 16,31          |
| Бункер вибухнув, але Джон, Дезмонд і містер Еко уціліли. Локк бачив привида Буна і разом з Чарлі врятував Еко від білого ведмедя. Джон згадував час, проведений на конопляній фермі. |                    |                              |                  |                                     |                   |                         |                       |                |
| 53 | 4                  | «Every Man for Himself»      | Стівен Вільямс   | Едвард Кітсіс                       | Соєр              | 25 жовтня 2006          | 27 березня 2008       | 17,09          |
| Інакша, яку поранила Сун, померла. Бен розповів Соєру, що вони знаходяться на іншому острові. Джек дізнався, що йому належить вирізати пухлину Бена. Соєр згадував час, коли сидів у в'язниці і дізнався, що у нього є дочка.                                                               |                    |                              |                  |                                     |                   |                         |                       |                |
| 54 | 5                  | «The Cost of Living»         | Джек Бендер      | Елісон Шапкер                       | Містер Еко        | 1 листопада 2006        | 31 березня 2008       | 16,07          |
| Містер Еко пішов за примарою брата, після чого «чорний дим» вбив його. Джульєт попросила Джека вбити Бена під час операції. Містер Еко згадував брата Йемі. |                    |                              |                  |                                     |                   |                         |                       |                |
| 55 | 6                  | «I Do»                       | Такер Гейтс      | Деймон Лінделоф                     | Кейт Остін        | 8 листопада 2006        | 1 квітня 2008         | 17,15          |
| Соєр і Кейт займалися сексом. Джек почав оперувати Бена, але зупинився, щоб Соєр і Кейт встигли втекти. Кейт згадувала свій недовгий шлюб. |                    |                              |                  |                                     |                   |                         |                       |                |
| 56 | 7                  | «Not in Portland»            | Стівен Вільямс   | Джефф Пінкнер                       | Джульєт Берк      | 7 лютого 2007           | 2 квітня 2008         | 14,49          |
| Джек прооперував Бена і влаштував втечу Соєра і Кейт. Також їм допомагали Алекс (дочка француженки) і Джульєт, яка вбила одного з переслідувачів. Джульєт згадувала своє життя до острова.                                                                                                  |                    |                              |                  |                                     |                   |                         |                       |                |
| 57 | 8                  | «Flashes Before Your Eyes»   | Джек Бендер      | Деймон Лінделоф                     | Дезмонд Г'юм      | 14 лютого 2007          | 3 квітня 2008         | 12,84          |
| Дезмонд згадував своє життя до острова. Він виявив, що може бачити майбутнє, і зокрема, передбачив Чарлі швидку смерть. |                    |                              |                  |                                     |                   |                         |                       |                |
| 58 | 9                  | «Stranger in a Strange Land» | Періс Барклай    | Елізабет Сарнофф                    | Джек Шепард       | 21 лютого 2007          | 7 квітня 2008         | 12,95          |
| Поки Джульєт очікувала суду, Джеку знову довелося лікувати Бена. Кейт і Соєр припливли на човні на свій острів. Джек згадував про те, як йому зробили татуювання в Таїланді. |                    |                              |                  |                                     |                   |                         |                       |                |
| 59 | 10                 | «Tricia Tanaka Is Dead»      | Тріша Танака     | Ерік Ланевіль                       | Х'юго Реєс        | 28 лютого 2007          | 8 квітня 2008         | 12,78          |
| Кейт і Соєр повернулися в табір. Херлі знайшов в джунглях автобус і зумів завести його. Кейт, Саїд і Джон вирушили на пошуки Руссо, щоб та допомогла їм врятувати Джека. Херлі згадував про те, як його батько повернувся додому після 17-ти років відсутності і тільки заради грошей сина. |                    |                              |                  |                                     |                   |                         |                       |                |
| 60 | 11                 | «Enter 77»                   | Стівен Вільямс   | Деймон Лінделоф                     | Саїд Джарра       | 7 березня 2007          | 9 квітня 2008         | 12,45          |
| Джон, Саїд і Кейт знайшли станцію «Полум'я» і познайомилися з її однооким доглядачем. Саїд, згідно з його спогадами, знайшов ще декого, кого міг знати в Парижі. У таборі Соєр не зміг відіграти в пінг-понг свої речі.                                                                     |                    |                              |                  |                                     |                   |                         |                       |                |
| 61 | 12                 | «Par Avion»                  | Пол Едвардс      | Крістіна М. Кім і Джордан Розенберг | Клер Літтлтон     | 14 березня 2007         | 10 квітня 2008        | 12,48          |
| Після того, як Клер помічає зграю мігруючих птахів у неї з'являється несподіваний план врятувати всіх з острова. У той же час Саїд, Кейт, Джон і Даніель продовжують шукати табір Інакших. Спогади фокусуються на Клер, в яких розкривається правда про її матір та батька.                 |                    |                              |                  |                                     |                   |                         |                       |                |
| 62 | 13                 | «The Man from Tallahassee»   | Джек Бендер      | Дрю Годдард и Джефф Пінкнер         | Джон Локк         | 21 березня 2007         | 14 квітня 2008        | 12,22          |
| Бен спробував відрадити Джона від наміченого плану і обіцяв натомість розкрити один із секретів острова. Кейт зустрілася з Джеком і дізналася, що Інакші пообіцяли відпустити його з острова. Джон згадував обставини, при яких його паралізувало.                                          |                    |                              |                  |                                     |                   |                         |                       |                |
| 63 | 14                 | «Exposé»                     | Стівен Вільямс   | Едвард Кітсіс                       | Ніккі та Пауло    | 28 березня 2007         | 15 квітня 2008        | 11,52          |
| Спогади Ніккі і Пауло про скоєний в Австралії злочин чергувалися з трагічними подіями на острові, коли в результаті укусу павука їх обох паралізувало, а товариші поховали їх, вирішивши, що вони мертві.                                                                                   |                    |                              |                  |                                     |                   |                         |                       |                |
| 64 | 15                 | «Left Behind»                | Гавіола Карен    | Деймон Лінделоф                     | Кейт Остін        | 4 квітня 2007           | 16 квітня 2008        | 11,66          |
| Джульєт намагається увійти в довіру до Кейт. Джек, Кейт, Саїд і Джульєт йдуть в табір на березі. Ми дізнаємося подробиці життя Кейт. |                    |                              |                  |                                     |                   |                         |                       |                |
| 65 | 16                 | «One of Us»                  | Джек Бендер      | Дрю Годард                          | Джульєт Берк      | 11 квітня 2007          | 17 квітня 2008        | 12,09          |
| Джульєт приходить в табір на березі і рятує життя Клер. Виявляється, що Джульєт заслана Інакшими і що хвороба Клер - це дія імплантату. |                    |                              |                  |                                     |                   |                         |                       |                |
| 66 | 17                 | «Catch-22»                   | Стівен Вільямс   | Джеф Пінкнер                        | Дезмонд Г'юм      | 18 квітня 2007          | 21 квітня 2008        | 12,08          |
| Дезмонд бачить в своїх видіннях, що на острів катапультується його кохана Пенелопа і по дорозі до неї Чарлі вмирає в пастці Руссо, але він змінює загальну картину бачення, Чарлі виживає і на острів спускається парашутистка Наомі.                                                       |                    |                              |                  |                                     |                   |                         |                       |                |
| 67 | 18                 | «D.O.C.»                     | Фредерік І.О.Туа | Едвард Кітсіс                       | Сун               | 25 квітня 2007          | 22 квітня 2008        | 11,86          |
| Дізнавшись, що вагітні вмирають на острові, Сун погодилася дозволити Джульєт оглянути її. Дезмонд дозволив дивом уцілівшим Бакуніну врятувати впавшу з парашутом незнайомку. Сун згадувала події, що трапилися після їх з Джином весілля.                                                   |                    |                              |                  |                                     |                   |                         |                       |                |
| 68 | 19                 | «The Brig»                   | Ерік Ланевіль    | Деймон Лінделоф                     | Джон Локк         | 3 травня 2007           | 22 квітня 2008        | 12,33          |
| У цій серії розповідається про те, що робив Джон у Інакших і як Соєр вбив батька Локка на острові. |                    |                              |                  |                                     |                   |                         |                       |                |
| 69 | 20                 | «The Man Behind the Curtain» | Бобі Рот         | Елізабет Сарнофф                    | Бенджамін Лайнус  | 9 травня 2007           | 23 квітня 2008        | 12,11          |
| Бен згадує, як опинився на острові і що сталося з «Дхармой». Локк йде з Беном до Джейкоба і чує його голос. Бен стріляє в Джона. Джульєт розповідає всім, що Бен змушує її шпигувати. |                    |                              |                  |                                     |                   |                         |                       |                |
| 70 | 21                 | «Greatest Hits»              | Стівен Вільямс   | Едвард Кітсіс                       | Чарлі Пейс        | 16 травня 2007          | 23 квітня 2008        | 12,32          |
| Дезмонд повідомляє Чарлі, що знову бачив його смерть, а після цього всі були врятовані з острова. Чарлі погоджується вирушити на завдання, і разом з Дезмондом вони проникають на підводну станцію. Уцілілі готують пастку Інакшим.                                                         |                    |                              |                  |                                     |                   |                         |                       |                |
| 7172 | 2223               | «Through the Looking Glass»  | Джек Бендер      | Деймон Лінделоф                     | Джек Шепард       | 23 травня 2007          | 24 квітня 2008        | 13,86          |
| Джек веде уцілівших до Радіовежі. З'являється Бен,який вимагає зупинитися і не вірити Наомі. Раптом з'являється Джон і вбиває Наомі. Джек зв'язуються з кораблем і уцілілі святкують можливий порятунок. З флешфорварда ми дізнаємося, що стало з Джеком і Кейт після порятунку з острова.  |                    |                              |                  |                                     |                   |                         |                       |                |

## Реліз на домашніх медіа-носіях
| Lost: The Complete Third Season — The Unexplored Experience | Lost: The Complete Third Season — The Unexplored Experience | Lost: The Complete Third Season — The Unexplored Experience | Lost: The Complete Third Season — The Unexplored Experience | Lost: The Complete Third Season — The Unexplored Experience | Lost: The Complete Third Season — The Unexplored Experience |
| --- | --- | --- | --- | --- | --- |
| Деталі | Деталі | Деталі | Додатково | Додатково | Додатково |
| - 23 епізоди - 7 DVD/6 Blu-ray Disc - 1.78:1 співвідношення сторін - Субтитри: англійська - Англійська (Dolby Digital 5.1 Surround) — DVD - Англійська (PCM 5.1 Surround) — Blu-ray | - 23 епізоди - 7 DVD/6 Blu-ray Disc - 1.78:1 співвідношення сторін - Субтитри: англійська - Англійська (Dolby Digital 5.1 Surround) — DVD - Англійська (PCM 5.1 Surround) — Blu-ray | - 23 епізоди - 7 DVD/6 Blu-ray Disc - 1.78:1 співвідношення сторін - Субтитри: англійська - Англійська (Dolby Digital 5.1 Surround) — DVD - Англійська (PCM 5.1 Surround) — Blu-ray | - Аудіо коментарі - «A Tale of Two Cities» (Деймон Лінделоф, Елізабет Мітчелл) - «I Do» (Карлтон К'юз, Еванджелін Ліллі, Джош Голловей) - «Exposé» (Едвард Кітсіс, Адам Горовіц) - «The Man Behind the Curtain» (Деймон Лінделоф, Карлтон К'юз, Майкл Емерсон) - «Світ „інакших“» - Флешбеки «Загублених» - «Один день „Загублених“» - «Місце дії в „Загублених“» - «Книжковий клуб „Загублених“» - Видалені сцени - Кіноляпи - Глиняний кастинг: Створення іграшок Тодда Макфарлейна - Террі О'Куїнн: Метання ножа за руків'я - Екіпаж Ліллі - Наступний рівень: Усередині відеогри - Пасхалки - Виключно для Blu-ray: - Інтерактивна панель «запитання-відповідь» на таємниці серіалу - Екскурсія по острову | - Аудіо коментарі - «A Tale of Two Cities» (Деймон Лінделоф, Елізабет Мітчелл) - «I Do» (Карлтон К'юз, Еванджелін Ліллі, Джош Голловей) - «Exposé» (Едвард Кітсіс, Адам Горовіц) - «The Man Behind the Curtain» (Деймон Лінделоф, Карлтон К'юз, Майкл Емерсон) - «Світ „інакших“» - Флешбеки «Загублених» - «Один день „Загублених“» - «Місце дії в „Загублених“» - «Книжковий клуб „Загублених“» - Видалені сцени - Кіноляпи - Глиняний кастинг: Створення іграшок Тодда Макфарлейна - Террі О'Куїнн: Метання ножа за руків'я - Екіпаж Ліллі - Наступний рівень: Усередині відеогри - Пасхалки - Виключно для Blu-ray: - Інтерактивна панель «запитання-відповідь» на таємниці серіалу - Екскурсія по острову | - Аудіо коментарі - «A Tale of Two Cities» (Деймон Лінделоф, Елізабет Мітчелл) - «I Do» (Карлтон К'юз, Еванджелін Ліллі, Джош Голловей) - «Exposé» (Едвард Кітсіс, Адам Горовіц) - «The Man Behind the Curtain» (Деймон Лінделоф, Карлтон К'юз, Майкл Емерсон) - «Світ „інакших“» - Флешбеки «Загублених» - «Один день „Загублених“» - «Місце дії в „Загублених“» - «Книжковий клуб „Загублених“» - Видалені сцени - Кіноляпи - Глиняний кастинг: Створення іграшок Тодда Макфарлейна - Террі О'Куїнн: Метання ножа за руків'я - Екіпаж Ліллі - Наступний рівень: Усередині відеогри - Пасхалки - Виключно для Blu-ray: - Інтерактивна панель «запитання-відповідь» на таємниці серіалу - Екскурсія по острову |
| Дата виходу | | | | | |
| Бразилія | США Канада | Австралія | Японія | Велика Британія | |
| 26 вересня 2007 | 11 грудня 2007 | 17 жовтня 2007 | 20 лютого 2008 | 22 жовтня 2007 | |